# Claudia Goldin
Claudia Goldin, född 14 maj 1946 i New York, är en amerikansk ekonomihistoriker och arbetsmarknadsekonom. Hennes arbete med att studera kvinnors arbete har bevisats genom dess inverkan på områdena ekonomi och ekonomisk historia – inklusive kvinnors roll i ekonomisk utveckling. År 2023 tilldelades hon Sveriges riksbanks pris i ekonomisk vetenskap till Alfred Nobels minne "för att ha förbättrat vår förståelse av kvinnors arbetsmarknadsutfall".
Goldin är verksam vid Harvard University. Hennes forskning kretsar kring att öka förståelsen för varför det finns ett glastak och vilka drivkrafter som avgör kvinnors deltagande på arbetsmarknaden. Goldins forskning visar att ekonomisk tillväxt inte nödvändigtvis leder till att kvinnor får ett större deltagande på arbetsmarknaden. Hon har gått igenom historiska data och sett till hur samhällsförändringar, som till exempel när p-piller började användas, påverkat både ekonomin i stort och kvinnor specifikt.